# Castello di Rosenholm
Il castello di Rosenholm è stato acquistato nel 1560 da Jørgen Roserkrantz, che lo rese un'elegante residenza. Si trova a Syddjurs, nella regione dello Jutland Centrale, in Danimarca.

## Storia e descrizione
La tenuta di Rosenholm fu acquistata nel 1560 da Jørgen Rosenkrantz, appartenente ad una delle famiglie nobili più in vista del tempo. Fece aggiungere al castello l'ala occidentale, la vestfløj.

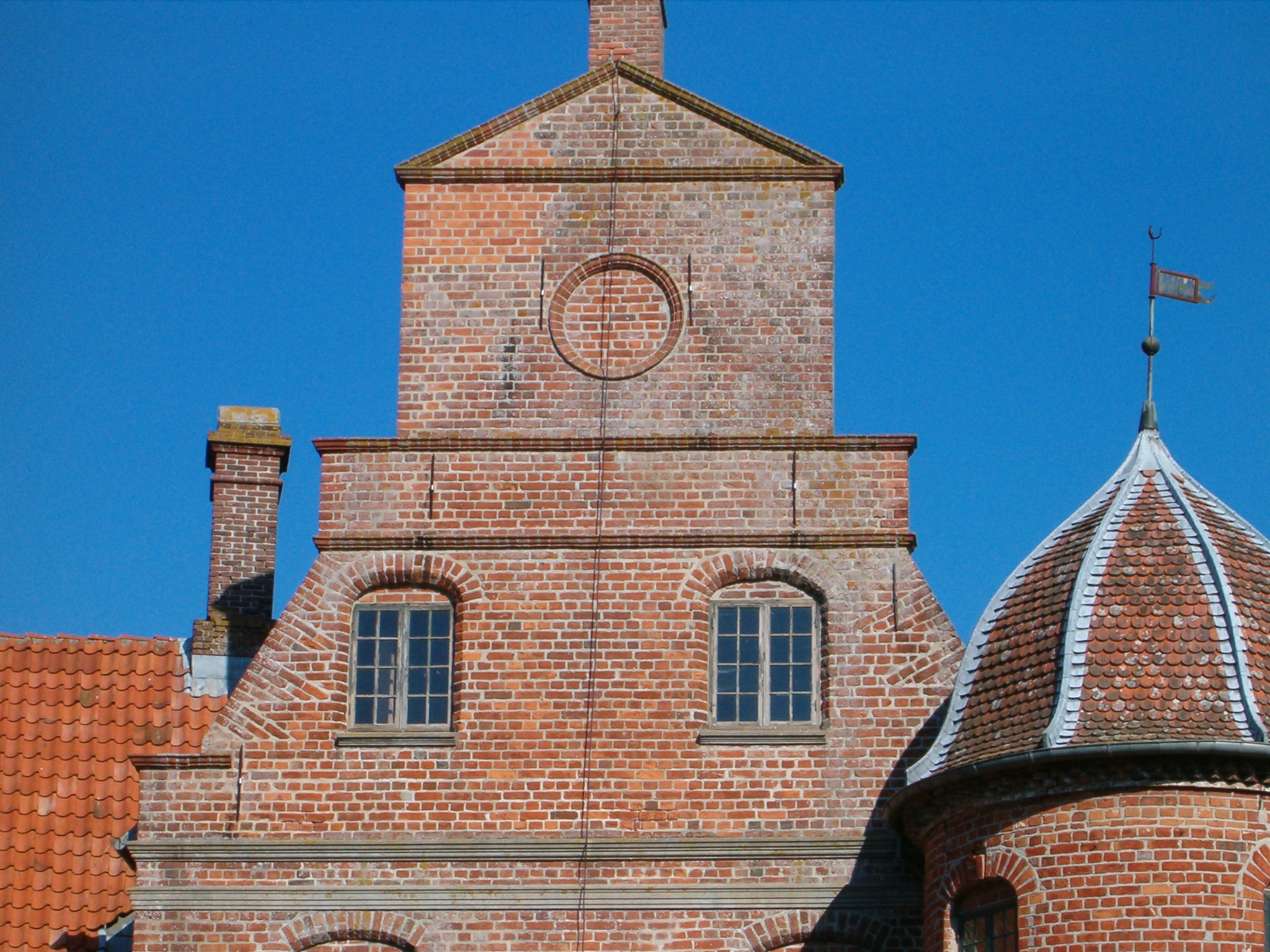
La Vestfløj

I lavori finirono nel XVII secolo, sotto la direzione attenta di Holger Rosenkrantz un teologo e fisico, detto den Lærde (il Dotto). Nel 1740, Iver Rosenkrantz fece costruire anche la sydfløj (ala sud), la noorfløj (ala nord), in stile gotico, e la østfløj (ala est), rendendo Rosenholm un vero e proprio castello.

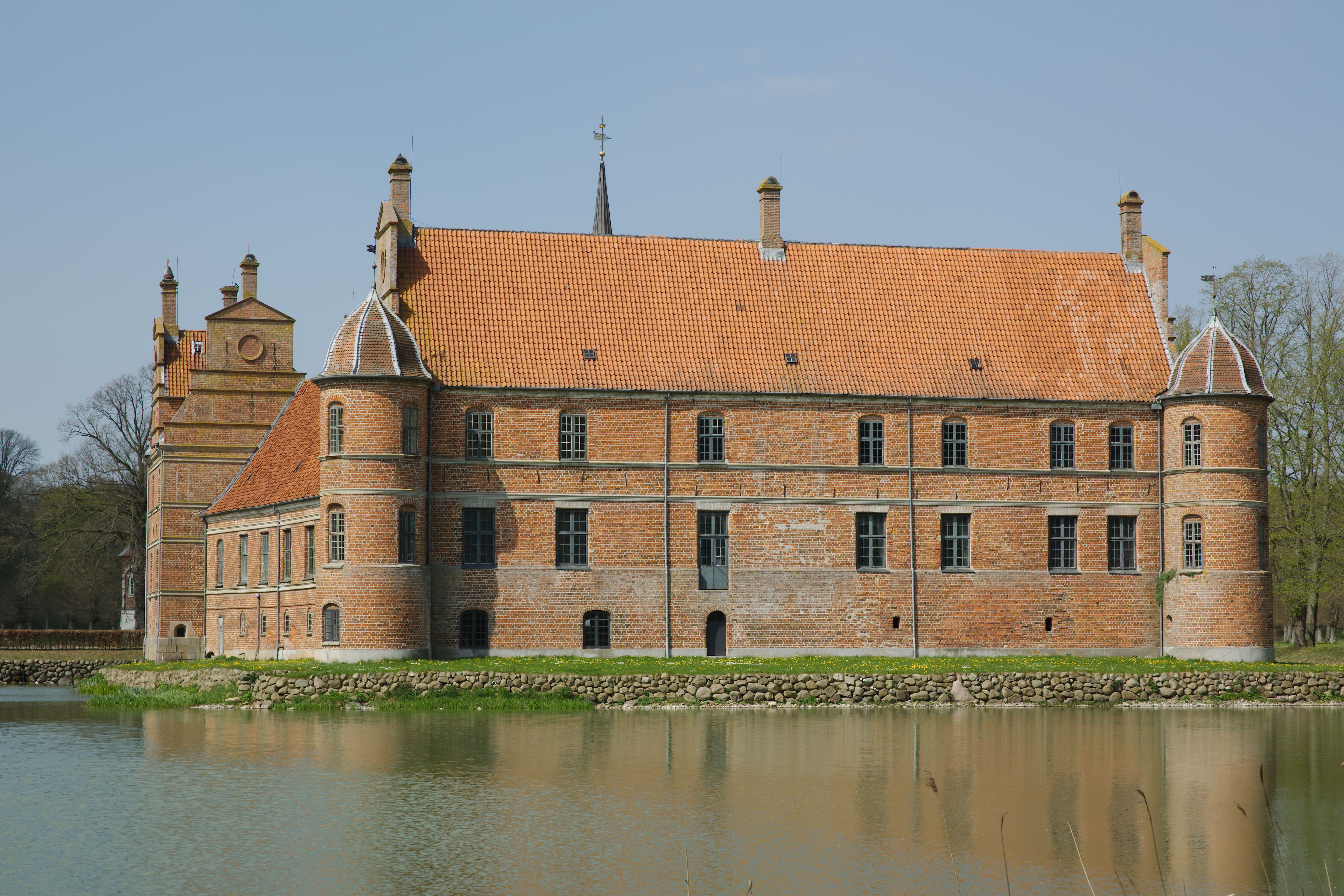
La østfløj

## Interni
L'interno, arredato in stile Rinascimentale, rappresenta tutta la potenza della famiglia Roserkrantz. Magnifico è il Vinter Salon, il Salone d'Inverno, famoso per i suoi mobili seicenteschi. Nella Værelse af Forfædrenes Portrætter, la Sala dei Ritratti, sono conservati i ritratti dei membri della famiglia fin dal XIII secolo. C'è anche un quadro del pittore fiammingo Karel van Mander che raffigura  Holger Roserkrantz. Nella Familiækapel sono presenti affreschi del XVII secolo. In epoca protestante, in realtà, in Danimarca, non venivano più utilizzate le cappelle di Famiglia. Tutto il piano superiore è occupato dalla Bøpæl, il luogo dove vivevano e riposavano i Roserkrantz. Molte di queste stanze, come quelle della vestfløj (ala ovest).

## Museo di Arild Rosenkrantz
In alcune sale è presente un'esposizione permanente con i quadri del pittore Arild Rosenkrantz (Hillerød, 9 aprile 1870 – Rønde, settembre 1964), famoso per i suoi disegni su vetri.